# Фадрике де Толедо Осорио и Понсе де Леон
Фадрике де Толедо Осорио-и-Понсе де Леон (исп. Fadrique de Toledo Osorio y Ponce de León; 27 февраля 1635, Мадрид — 9 июня 1705, Мадрид) — испанский военный и государственный деятель, 2-й маркиз Вильянуэва-де-Вальдуэса, 7-й маркиз де Вильяфранка-дель-Бьерсо, 4-й герцог Фернандина, 4-й принц де Монтальбан, 3-й граф Пенья-Рамиро и гранд Испании.

## Биография
Родился в Мадриде 27 февраля 1635 года. Посмертный сын Фадрике Альварес де Толедо Осорио, 1-го маркиза Вильянуэва-де-Вальдуэса (1580—1634), и Эльвиры Понсе де Леон.
21 января 1649 года после смерти своего дяди Гарсии Альвареса де Толедо Осорио (1579—1649) он унаследовал его титулы и стал 7-м маркизом Вильяфранка-дель-Бьерсо, 6-м графом Пенья-Рамиро, 4-м герцогом Фернандина и 4-м принцем Монтальбан.
С юных лет он посвятил себя военной карьере, достигнув своего первого важного поста в 1663 году в качестве генерал-капитана сицилийских галер. Он помог Криту (Кандии) от нападения турок в 1667 году и был назначен генерал-капитаном Неаполитанских галер в 1670 году.
Он был опытным временным вице-королем Неаполя во время отсутствия Педро Антонио де Арагон в 1671 году. По его возвращении в Испанию ему предложили занять вице-королевство Новой Испании, но это назначения он отверг. Два года спустя он был назначен вице-королем Сицилии (1673—1676). В 1676 году он был назначен морским генерал-лейтенантом и вскоре после этого добился долгожданной должности капитан-генерала океанского моря.
Он всегда был очень близок к королевской семье, сопровождая инфанту Маргариту на её свадьбе с Леопольдом I, императором Священной Римской империи. Во время Войны за испанское наследство он был убежденным сторонником герцога Филиппа Анжуйского, а когда последний вступил на престол Испании как король Филипп V, сделал его майордомом (1701 г.), министром правительственной хунты (1702 г.), кавалером французского ордена Святого Духа (1702 г.) и кавалером Ордена Сантьяго.
Семья
Маркиз женился в Кабре (Кордова) 7 июня 1654 года на Мануэле де Кордова-и-Кардона (1634—1679), дочери Антонио Фернандеса де Кордова, 7-го герцога де Сесса (+ 1659), и Терезы Пиментель (1596—1689). Их дети:
- Хосе Фадрике Альварес де Толедо Осорио (20 сентября 1658 — 29 июля 1728), 8-й маркиз Вильяфранка-дель-Бьерсо и гранд Испании (с 1705)
- Антонио Альварес де Толедо Осорио (+ 5 октября 1706), женат на своей кузине Ане Марии Пиментель-и-Фернандес де Кордова, 9-й маркизе Тавара
- Эльвира Альварес де Толедо Осорио (+ 7 августа 1700), жена Гаспара де Сильва, VIII графа Гальве (1653—1697).
- Луис Альварес де Толедо Осорио (+ 1673), первый кабальеро короля Испании Карлоса II. Был женат на Терезе Сармьенто де Эрасо и Варгас, 4-й графине дель-Пуэрто.
- Франсиско Альварес де Толедо Осорио (+ 13 июня 1696), муж Марии Терезы Сармьенто де Эрасо Варгас-и-Карвахаль, 4-й графини Уманес.
- Тереза Альварес де Толедо Осорио, замужем за Мануэлем Хосе де Сильва Мендоса-и-Альварес де Толедо, 9-м графом Гальве.